# Fossato (Rodigo)
Fossato è una località della Lombardia, frazione del comune di Rodigo.
Il nome deriva dalle fosse scavate lungo il Mincio a scopo di bonifica. 

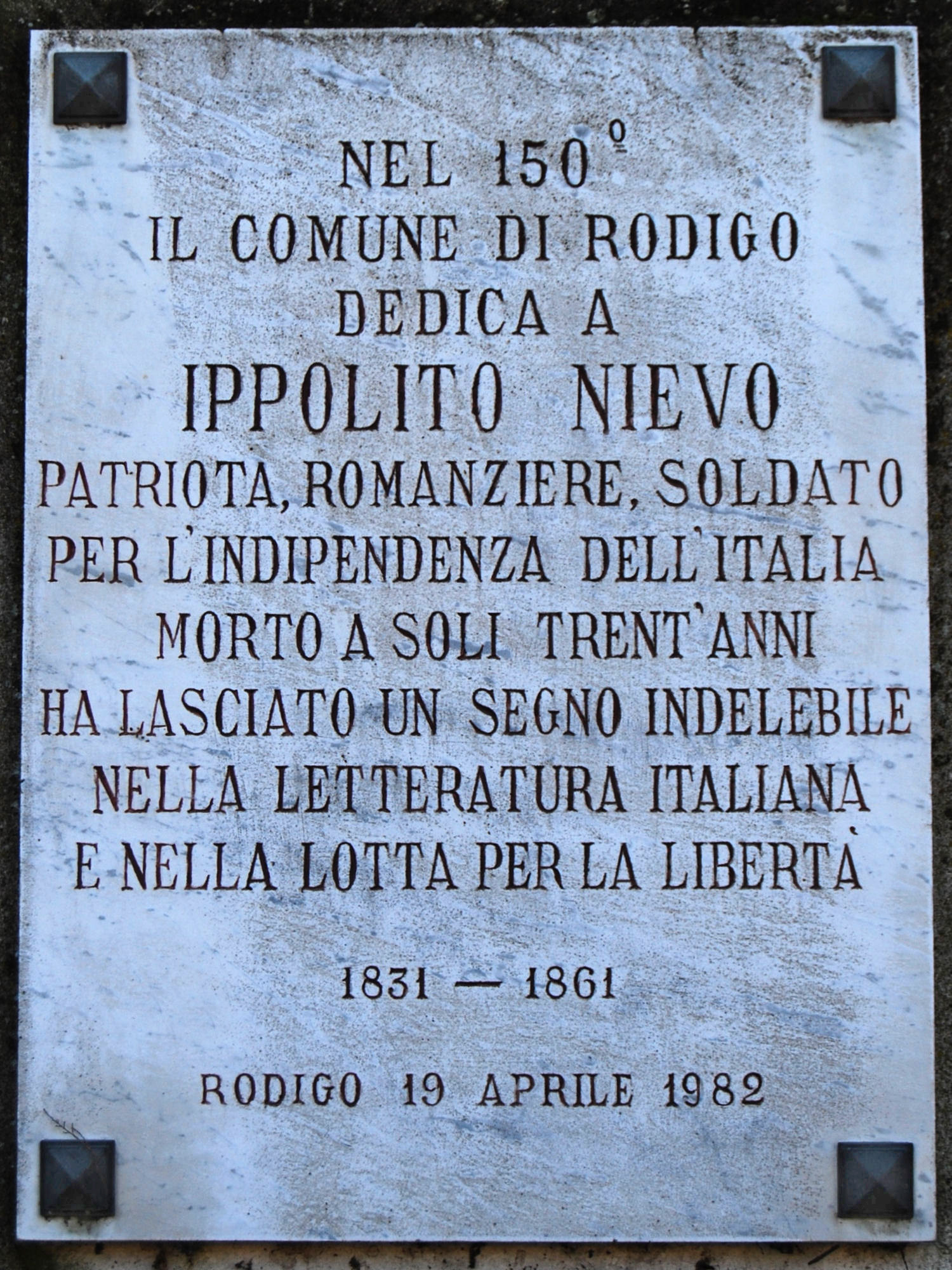
Fossato, lapide a Ippolito Nievo

Deve la sua notorietà  alla presenza della villa che fu acquistata dalla famiglia Nievo nel 1756, le cui proprietà comprendevano anche vasti appezzamenti agricoli.
Vi soggiornò lungamente negli anni dal 1855 al 1861 il patriota, poeta e scrittore Ippolito Nievo che  si dedicò alla scrittura di alcune delle sue opere più celebri: "Gli Amori Garibaldini",  "Rivoluzione Nazionale, Rivoluzione Politica", "Venezia e la libertà d'Italia" e l'ultima parte delle "Confessioni di un italiano".
Di particolare interesse l'Oratorio della Vergine Annunciata, del XIV secolo.